# Діастаз прямих м'язів живота
Діастаз прямих м'язів живота — це розходження внутрішніх країв цих м'язів на відстань понад 27 мм на рівні пупка, або понад 22 мм на рівні 3 см над пупком внаслідок ослаблення і розтягування білої лінії живота. Термін «діастаз» походить від грецького слова διάστασις, що означає «розходження».

## Введення

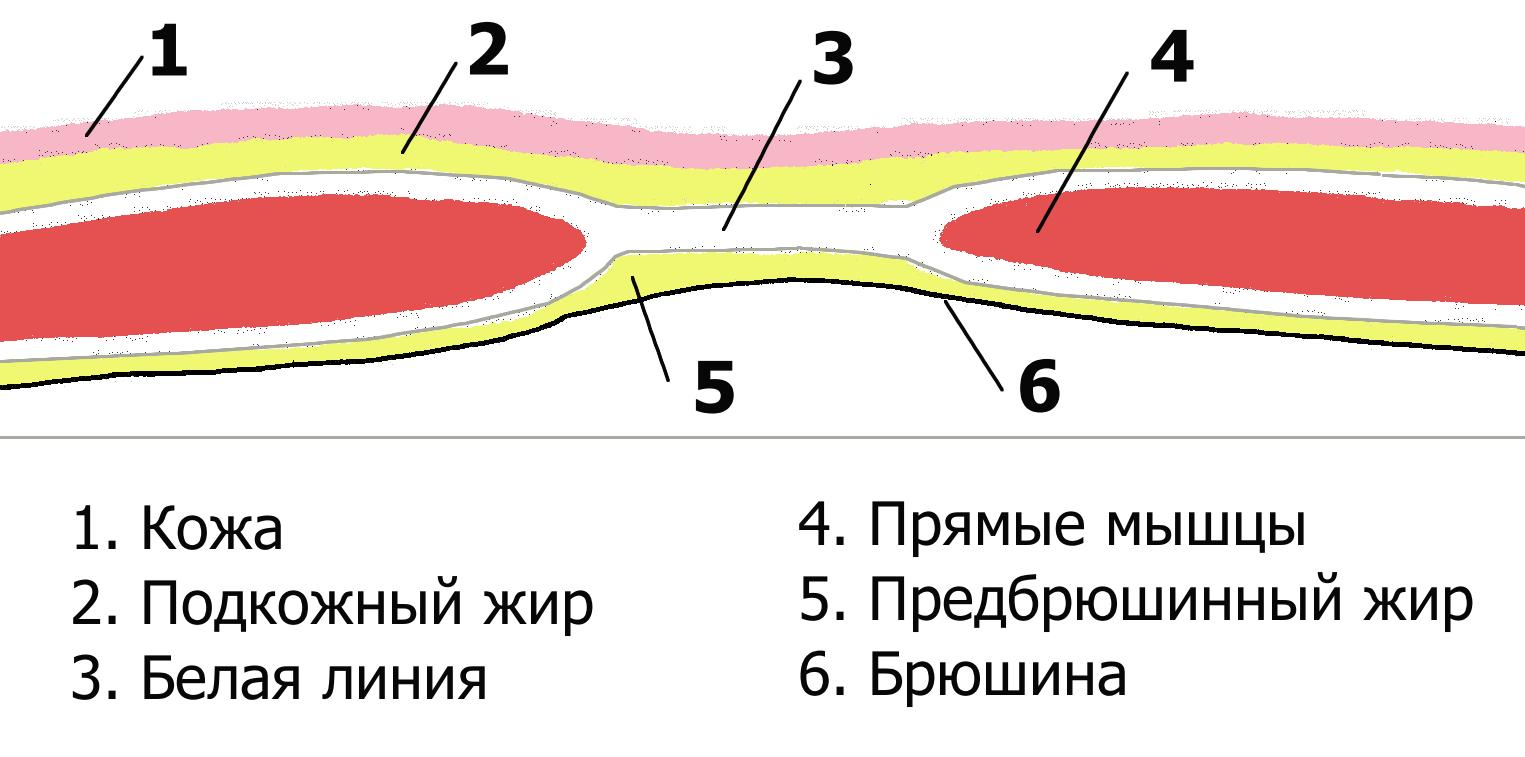
Схема білої лінії живота, поперечний переріз, над пупком

Прямі м'язи живота — це два вертикальні м'язи, розташовані між реберною дугою і лонною кісткою. Правий і лівий прямі м'язи з'єднані між собою так званою білою лінією — тонкою і міцною сухожильною мембраною білого кольору (саме тому вона і називається «білою лінією»). Білий колір їй надає велика кількість міцного фібриллярного (волокнистого) білка колагену і відсутність м'язових волокон. Біла лінія має найбільшу ширину у верхній частині, і поступово звужується донизу, де у деяких людей вона може навіть бути відсутньою нижче пупка, при цьому правий і лівий прямі м'язи можуть впритул стикатися між собою.
За даними G. Beer, нормальна ширина білої лінії на рівні мечоподібного відростка становить до 15 мм, на рівні 3 см вище пупка до 22 мм, і на рівні 2 см нижче пупка до 16 мм.

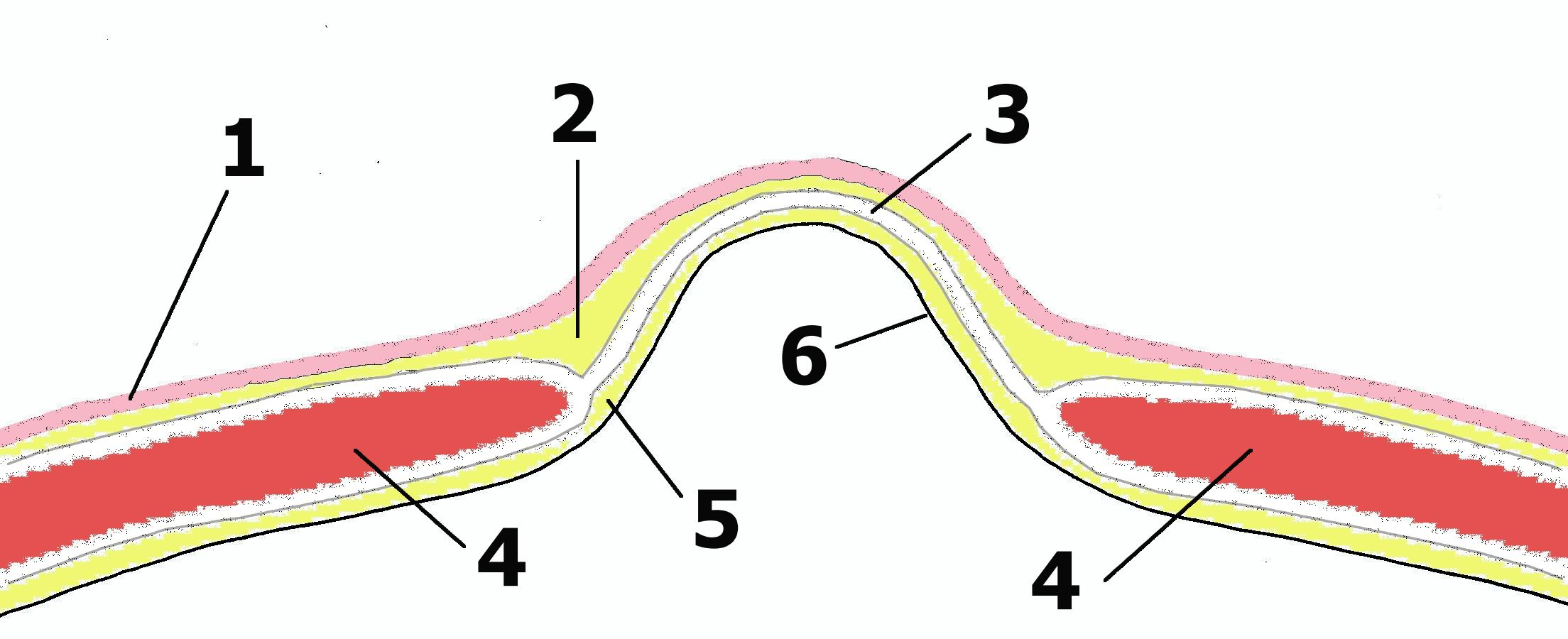
Схема діастаза прямих м'язів. Позначення ті ж, що на попередньому малюнку.

В області пупка біла лінія має округлий отвір діаметром до 10 мм в нормі. Через це кільце в ембріональному періоді проходять великі судини, які після пологів облітеруються. Пупкове кільце закрито досить тонкою пупковою фасцією (сполучнотканинною мембраною). Якщо пупкове кільце розтягується більше 10 мм, виникає ризик розвитку пупкової грижі.
Під діастаз розуміють послаблення і витончення білої лінії, коли вона перестає утримувати прямі м'язи живота в правильному положенні, і вони починають розходитися в сторони. Клінічно значущим визнаний діастаз 20 мм і більше.
Діастаз прямих м'язів зустрічається у трьох категорій пацієнтів.
1. Діастаз у жінок, пов'язаний з вагітністю, від 50 до 60 % випадків захворювання[4].
2. Діастаз у новонароджених є наслідком недостатнього розвитку передньої черевної стінки і частіше зустрічається у недоношених дітей.
3. Діастаз у дорослих, не пов'язаний з вагітністю, в тому числі у чоловіків.

У чоловіків діастаз пов'язаний з літнім віком, коливаннями ваги, заняттями важкою атлетикою, повністю сидячим способом життя, спадкової слабкістю м'язів живота, хронічним або періодичним розтягуванням черевної порожнини і стани, які можуть викликати високий внутрішньочеревний тиск. Також діастаз зустрічається у ВІЛ-інфікованих чоловіків з ліподистрофією.

## Значимість проблеми
Найбільш часто в клінічній практиці зустрічається діастаз, пов'язаний з вагітністю. Такий діастаз в третьому триместрі вагітності є у більшості жінок, він є транзиторним (тимчасовим), і в більшості випадків самостійно минає протягом першого року після пологів. Тим не менше, приблизно у 30% з них післяпологовий діастаз прямих м'язів зберігається перманентно.
Таким чином, в цій проблемі безумовно домінуючим є післяпологовий діастаз у жінок.

## Етіологія і патогенез діастаза прямих м'язів
Розвиток діастаза прямих м'язів по мірі прогресування вагітності є закономірним і практично фізіологічним явищем. За даними літератури, в третьому триместрі вагітності діастаз прямих м'язів має місце від 66 % до 100 % випадків. Збільшення обсягу вагітної матки призводить до збільшення внутрішньочеревного тиску і розтягування передньої черевної стінки. Крім того, розвитку діастаза сприяє зменшення міцності колагену сполучної тканини в результаті фізіологічних змін в організмі вагітної жінки. Справа в тому, що при вагітності в організмі жінки різко збільшується продукція гормону релаксину. Біологічною функцією цього гормону є пригнічення синтезу колагену і стимуляція його розпаду. Як відомо, основою міцності сполучної тканини є саме колаген. Відповідно, зменшення кількості колагену в тканинах потрібно для підготовки до пологів, щоб забезпечити максимальне розтягнення родових шляхів. Але дія релаксину не обмежується колагеном тканин родових шляхів, він робить загальний вплив на організм, в тому числі на тканини передньої черевної стінки.
Була показана пряма кореляція між діастаз і наявністю таких особливостей, як вік жінки, ожиріння, кесарів розтин, багатоплідна вагітність, фетальна макросомія (великий розмір плоду), наявністю в'ялої мускулатури, багатоводдям (надлишкова продукція амніотичної рідини), а також кількістю попередніх вагітностей.
Було показано, що краї прямих м'язів починають розходиться в сторони, починаючи з 14 тижня вагітності, і цей процес триває до моменту пологів. Зменшення діастаза починається відразу після пологів, і продовжується у швидкому темпі до 2 місяців, після чого цей процес відновлення дуже сильно сповільнюється. Якщо діастаз існує рік і більше, природного самовідновлення очікувати не доводиться.

## Класифікація діастаза прямих м'язів
В даний час найбільш відомі дві класифікації діастаза прямих м'язів живота:
класифікація Р. П. Аскерханова і класифікація F. Nahas.
Класифікація Р. П. Аскерханова відноситься до 1962 році і базується на вимірюванні ширини діастаза:
1. Перша ступінь: ширина діастаза від 2,2 до 5 см
2. Друга ступінь: ширина діастаза від 5,1 до 8 см
3. Третя ступінь: ширина діастаза понад 8,1 см

F. Nahas розробив загальну класифікацію м'язово-апоневротичної слабкості і протрузій передньої черевної стінки. Ізольований післяпологовий діастаз прямих м'язів він класифікує як тип А.
Класифікація Nahas:
| Тип деформації | Клінічні прояви                                             | Хірургічна корекція                                                     |
| -------------- | ----------------------------------------------------------- | ----------------------------------------------------------------------- |
| Тип A          | ізольований післяпологовий діастаз прямих м'язів живота     | зшивання прямих м'язів                                                  |
| Тип B          | релаксація латеральних і нижніх відділів черевної стінки    | додаткова пликація апоневроза зовнішнього косого м'яза живота           |
| Тип С          | занадто латеральне з'єднання прямих м'язів з реберною дугою | зближення прямих м'язів                                                 |
| Тип D          | поєднання діастаза прямих м'язів з поганою лінією талії     | зшивання прямих м'язів, переміщення і пликація зовнішнього косого м'яза |

Незважаючи на відсутність визначальної ролі вимірювань в діагностиці і виборі тактики лікування діастаза, багато досліджень присвячено вивченню цього питання. У більшості випадків, максимальна розбіжність країв м'язів не перевищує 5 см. Тим не менш, іноді діастаз може досягати крайніх ступенів виразності.
При вимірах розходження прямих м'язів живота початково керуються даними про нормальних параметрах білої лінії. Так, за даними Rath, нормальна ширина білої лінії наступна:
У віці до 45 років:
- На рівні пупка відстань між прямими м'язами не повинна бути більше 27 мм
- Не більше 10 мм над пупком
- Не більше 9 мм під пупком

У віці понад 45 років:
- На рівні пупка не більше 27 мм
- Не більше 15 мм над пупком
- Не більше 14 мм під пупком

Ще одне відоме дослідження, де вивчалася нормальна ширина білої лінії, належить дослідникам з Швейцарії: Gertrude Beer і співавт. За їх даними, в нормі ширина білої лінії на рівні мечоподібного відростка становить до 15 мм, на рівні 3 см вище пупка до 22 мм, і на рівні 2 см нижче пупка до 16 мм.

## Діагностика діастаза прямих м'язів живота

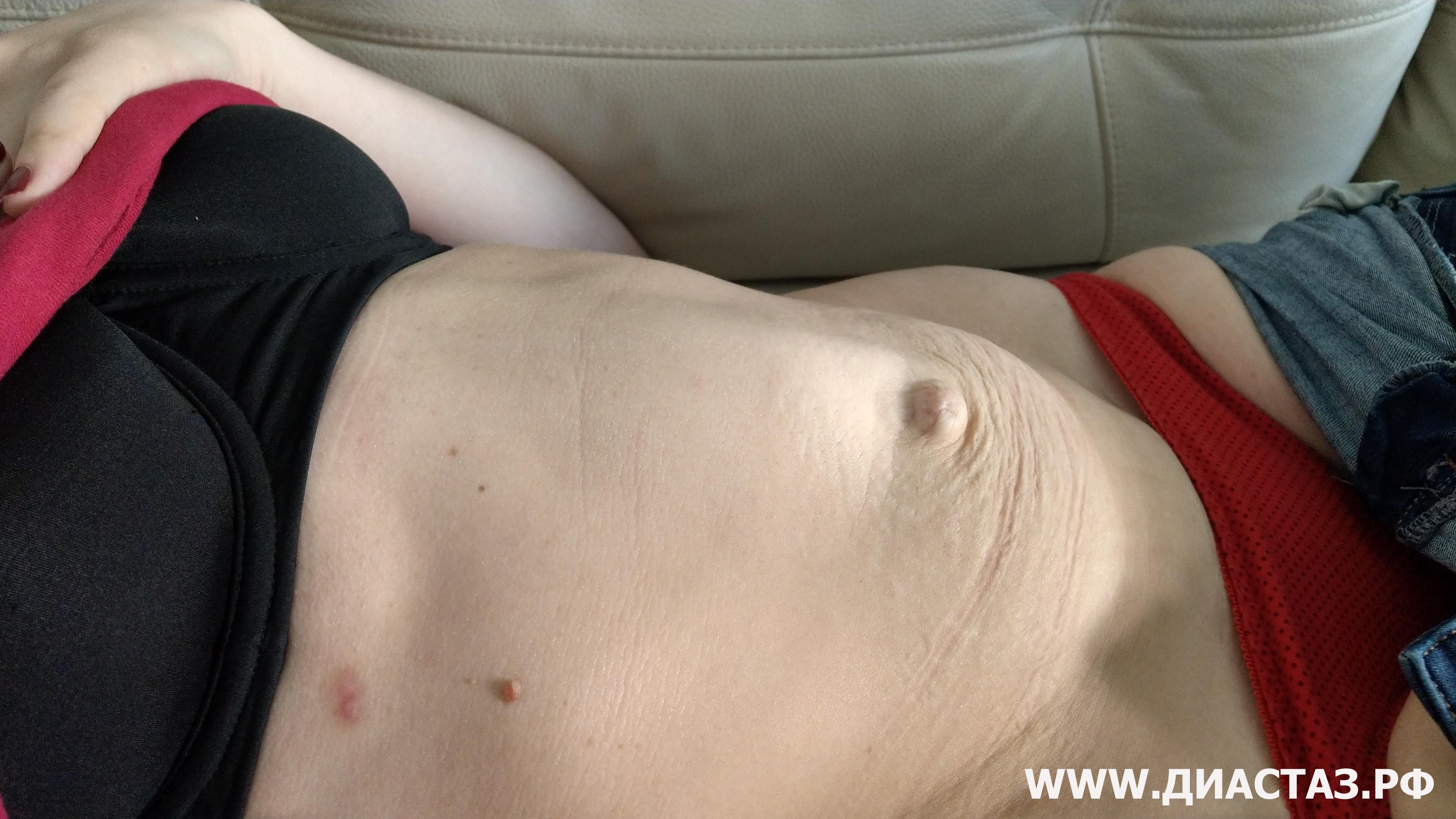
Діагностика діастаза прямих м'язів живота. Пацієнтка піднімає голову і ноги в положенні лежачи. При цьому з'являється поздовжнє килеподібне випинання в зоні діастазу. Крім цього, є супутня пупкова грижа.

Існують різні підходи до діагностики діастазу. У більшості випадків діагноз можна поставити клінічним шляхом, не вдаючись до додаткових інструментальних методів. При цьому буває досить огляду, пальпації і простих вимірювань. Іноді, особливо в наукових цілях, використовують додаткові інструментальні та апаратні методи, наприклад УЗД (ультразвукове дослідження) або КТ (комп'ютерна томографія).
Огляд у положенні стоячи дає можливість побачити діастаз в яскравих випадках, коли у жінки не виражена підшкірно-жирова клітковина, а м'язи добре розвинені. При цьому діастаз визначається візуально у вигляді вертикального дефекту між прямими м'язами. У тому випадку, коли пацієнтка напружує черевний прес, в зоні діастаза спостерігається килеподібне поздовжнє випинання. Особливо добре таке випинання буває помітно, якщо пацієнтку в положенні лежачи попросити підняти голову і ноги.
Пальпаторно можна промацати внутрішні краї м'язів, визначити вертикальний дефект між ними, а при необхідності навіть виміряти ширину дефекту за допомогою лінійки.

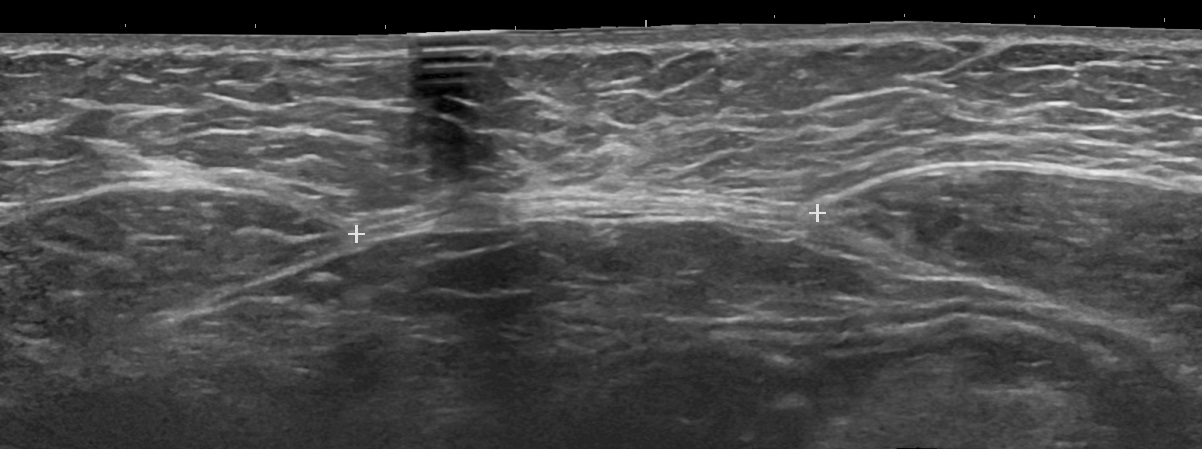
Ультразвукова картина прямих м'язів і білої лінії. Хрестиками позначені внутрішні краї прямих м'язів.

Ультразвукове дослідження може знадобитися в окремих випадках, наприклад за наявності надмірної ваги у пацієнтки, коли огляд і пальпація не дають однозначної чіткої картини. УЗД добре бачить шари передньої черевної стінки і дозволяє точно виміряти ширину діастаза на різних рівнях.
КТ застосовується в діагностиці діастаза вкрай рідко, в основному у наукових дослідженнях.

## Додаткові клінічні прояви
Перебіг діастаза сприятливий і не дає серйозних ускладнень, які можуть загрожувати життю. Тим не менш, досить часто зустрічаються функціональні порушення, які є наслідком діастазу.
Справа в тому, що м'язи живота забезпечують динамічну стабільність і контроль хребта. В цьому відношенні вони працюють як єдина функціональна система. У тому випадку, коли прямі м'язи живота не з'єднані правильно між собою за допомогою апоневрозу білої лінії, вони не можуть ефективно скорочуватися. М'язи кінцівок у своїй роботі спираються в тому числі на внутрішньочеревний тиск, створюваний черевним пресом. При наявності діастазу м'язи працюють розскоординованно. При цьому для виконання щоденних фізичних навантажень тіло змушене перерозподіляти навантаження на інші відділи, наприклад на спину. У зв'язку з цим можуть виникати такі проблеми, як:
- Неправильне положення тіла
- Попереково-тазові болі
- Фізичний дискомфорт через болі у спині
- Нестабільність корсету

Крім цього, з додаткових функціональних порушень можна відзначити появу запорів.

## Діастаз і грижа

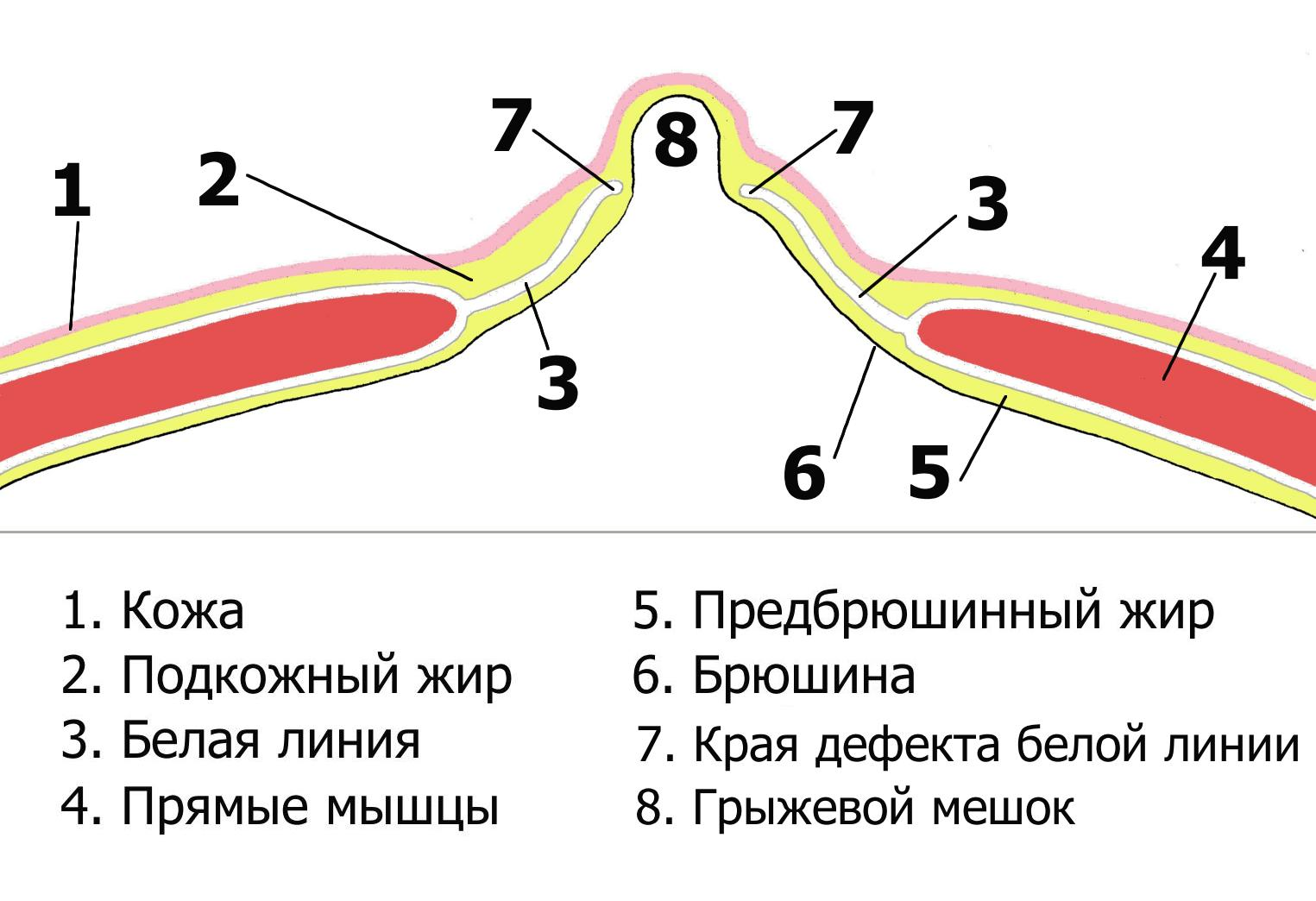
Схема поєднання діастаза прямих м'язів з грижею

Слід мати на увазі, що діастаз прямих м'язів живота грижею не є. Головна відмінність діастаза від грижі полягає в тому, що при простому діастазі дефектів (отворів) у білій лінії немає. Біла лінія може бути розтягнута, стоншена, але отворів в ній немає. У той же час при грижі обов'язково є дефект (отвір) в білій лінії. Через цей отвір під шкіру можуть виходити органи черевної порожнини.
У тому випадку, коли діастаз прямих м'язів поєднується з грижею, тоді в розтягнутій, ослабленій білій лінії є грижовий дефект (дивись малюнок). Найбільш часто з діастазом поєднується пупкова грижа. Наявність грижі є додатковим показанням до операції, оскільки жодних шансів на самостійне загоєння при грижі не існує. Операція при діастазі одночасно прибирає супутню пупкову та інші грижі.

## Загальні поради з лікування діастаза[22]
- Уникайте піднімання важкого. Якщо ви повинні підняти щось важке, зігніть коліна і випряміть спину.
- Уникайте будь-яких рухів і вправ, які можуть призвести до подальшого розходження м'язів. Обговоріть це питання з лікарем.
- Підтримуйте свій живіт кожен раз, коли доводиться напружувати черевний прес, наприклад при кашлі, чханні, сміху, не давайте діастазу випинатися.
- Протягом року після пологів рекомендується носіння бандажа або корсета для підтримки черевної стінки.
- В ході самої вагітності лікування діастазу проводити не слід.
- Якщо ви відчуваєте, що пройшло вже досить багато часу, але ваш діастаз не почав поліпшуватися, зверніться до фахівця.

## Лікувальна фізкультура при діастазі прямих м'язів живота
Незважаючи на велику медичну літературу з проблеми діастаза, єдності поглядів на це питання не існує.
У ряді досліджень (не рандомізованих) робиться висновок про ефективність фізичних вправ для зменшення відстані між прямими м'язами.

.
Інші автори прийшли до висновку, що лікувальна фізкультура при діастазі не дає задовільних результатів. Так, у дослідженні Emanuelson P. et al, виявилося, що 87 % пацієнток були незадоволені результатом програми лікувальної фізкультури з лікування діастаза, і після завершення цієї програми вирішили вдатися до хірургічного лікування. Більш того, якісні дослідження (тобто виконані за суворим медико-біологічним стандартам рандомізовані контрольовані дослідження) прийшли до висновку про відсутність впливу фізичних вправ на діастаз прямих м'язів.
Навіть серед прихильників лікувальної фізкультури немає спільної точки зору на проблему, вони не змогли виробити загальноприйнятого протоколу застосування лікувальної фізкультури при діастазі. Не ясно, які вправи можна вважати ефективними. Найбільш часто застосовуються вправи, спрямовані на тренування черевного преса (спрямовані на прямі і поперечні м'язи), відпрацювання правильної техніки руху і підняття важких предметів. Багато уваги приділяється тренуванням саме поперечних м'язів (Пілатес, функціональні тренування, техніка Tupler і використанням бандажів і стрічок), тренування з Noble (з використанням ручного утримання прямих м'язів в правильному положенні на тлі фізичного навантаження). Ряд авторів рекомендують уникати вправ, безпосередньо спрямованих на прямі м'язи, і уникати будь-якого випадкового навантаження на ці м'язи, наприклад підняття ніг в положенні лежачи, підняття тягарів, сильного кашлю.
Таким чином, найбільш збалансованою слід вважати точку зору, висловлену D. R. Benjamin і співавторами. На підставі вивчення великих літературних даних вони прийшли до висновку, що фізкультура може допомогти при діастазі, а може і не допомогти.
Крім цього, існують дві популярні комерційні програми лікувальної фізкультури при діастазі:
- The Tupler Technique[К 5], розроблена медсестрою і тренером Julie Tupler[32], включає 4 компоненти: вправи сидячи і лежачи, вправи для зміцнення поперечної м'язи, навчання правильному вставанню. Автор методики вважає вкрай важливим 4-й компонент — використання спеціальних стрічок, які допомагають уникати розходження м'язів в процесі вправ.
- MuTu System[К 6], розроблена тренером Wendy Powel, складається з 12-тижневих вправ низької інтенсивності. Автор методики не концентрується на м'язах живота, вона вважає, що діастаз є наслідком загального послаблення м'язового корсета і неправильної постави. Відповідно, її вправи спрямовані на формування правильної постави та зміцнення м'язового корсету тулуба. Вона вважає, що в міру досягнення цих двох цілей діастаз зникає самостійно.

## Хірургічне лікування

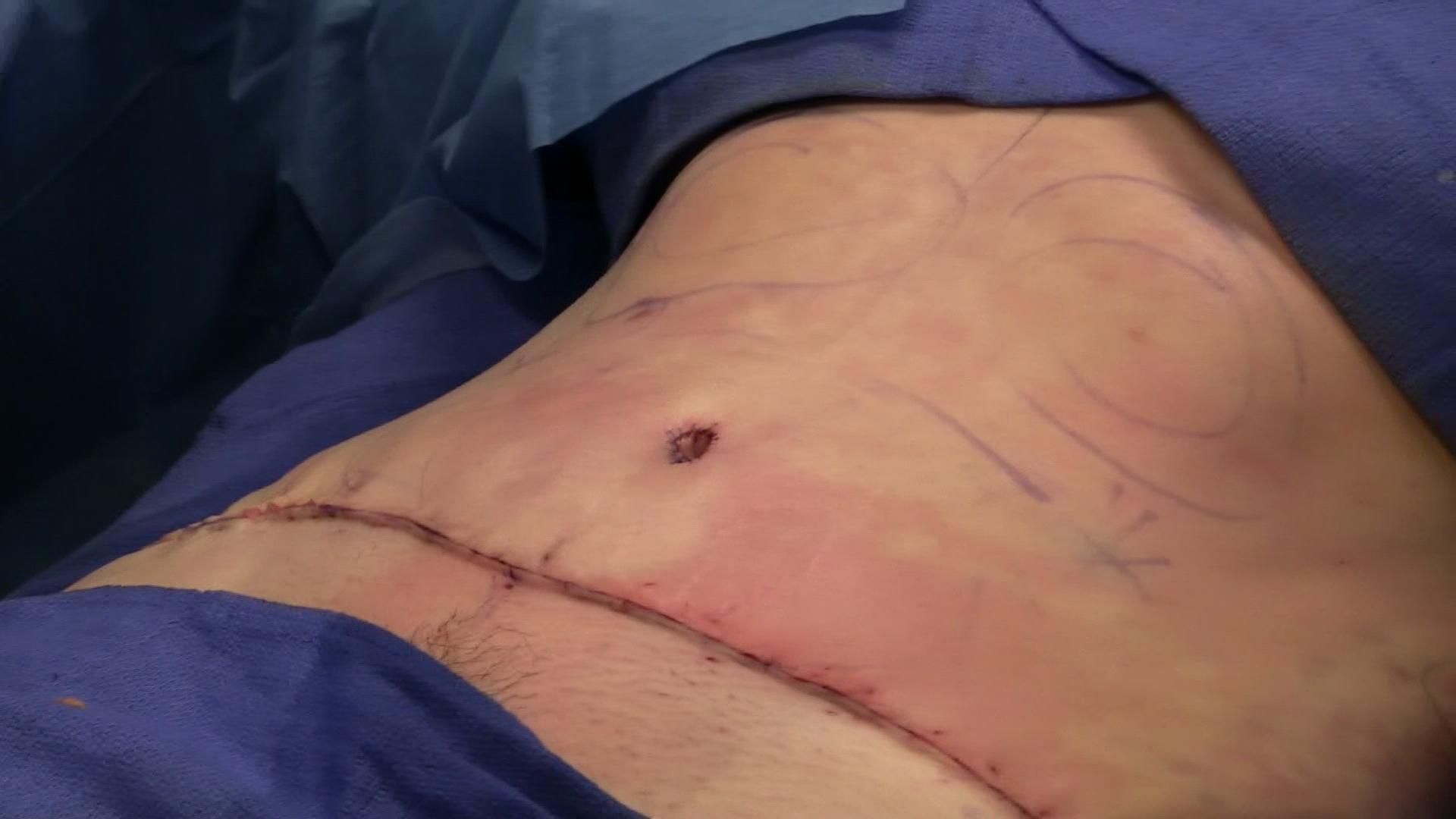
Вид живота після завершення ушивання діастаза і видалення надлишків шкіри (абдомінопластика)

У тому випадку, якщо після пологів минув 1 рік і більше, діастаз не зникне. В цьому випадку операція є єдиною можливістю вирішення проблеми. При наявності супутньої діастазу пупкової грижі, операція знову-таки є єдиною можливістю.
Операція може бути виконана, якщо:
- після пологів пройшло не менше року,
- жінка не планує нових вагітностей,
- м'язи живота в цілому перебувають в хорошому стані

Всі операції при діастазі діляться на 2 великі групи:
- Операції через розріз
- Ендоскопічні операції без розрізу, через проколи

### Операція через розріз

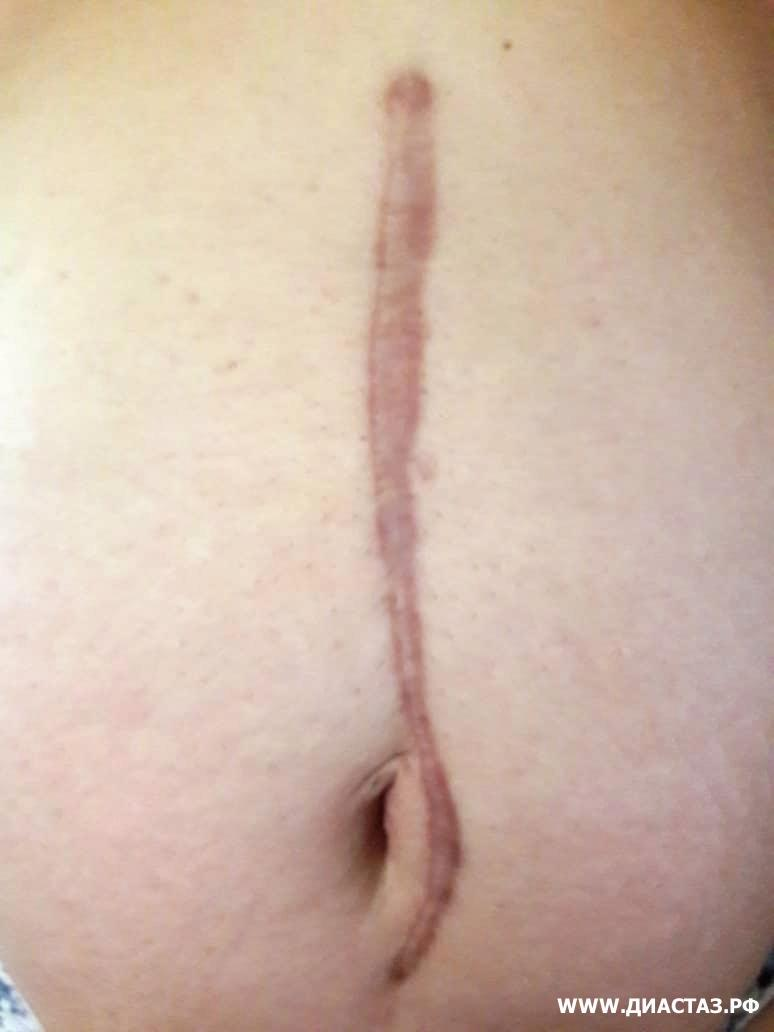
Фото живота пацієнтки, оперованої з приводу діастаза прямих м'язів живота через вертикальний розріз.

Операція через розріз в даний час робиться тільки при наявності в'ялості і надлишків шкіри, коли планується видалення такого надлишку. Операція через розріз у тих випадках, коли не потрібне видалення надлишку шкіри, є морально застарілою, оскільки це неоптимально з косметичної точки зору (особливо це стосується вертикальних розрізів по середній лінії — див. на фото).
У тих випадках, коли є в'ялість і надлишок шкіри, видалення зайвої шкіри комбінується з усуненням діастазу. Така комбінована операція називається «абдомінопластика». Розріз шкіри при цій операції може робитися в залежності від конкретної ситуації, найбільш часто виконується горизонтальний розріз над лоном по «лінії бікіні». У той же час усунення діастазу завжди робиться однаково — у вертикальному напрямку, шляхом зшивання країв прямих м'язів. У тих випадках, коли у пацієнта є супутня грижа, робиться одночасне усунення грижі.

### Ендоскопічні операції

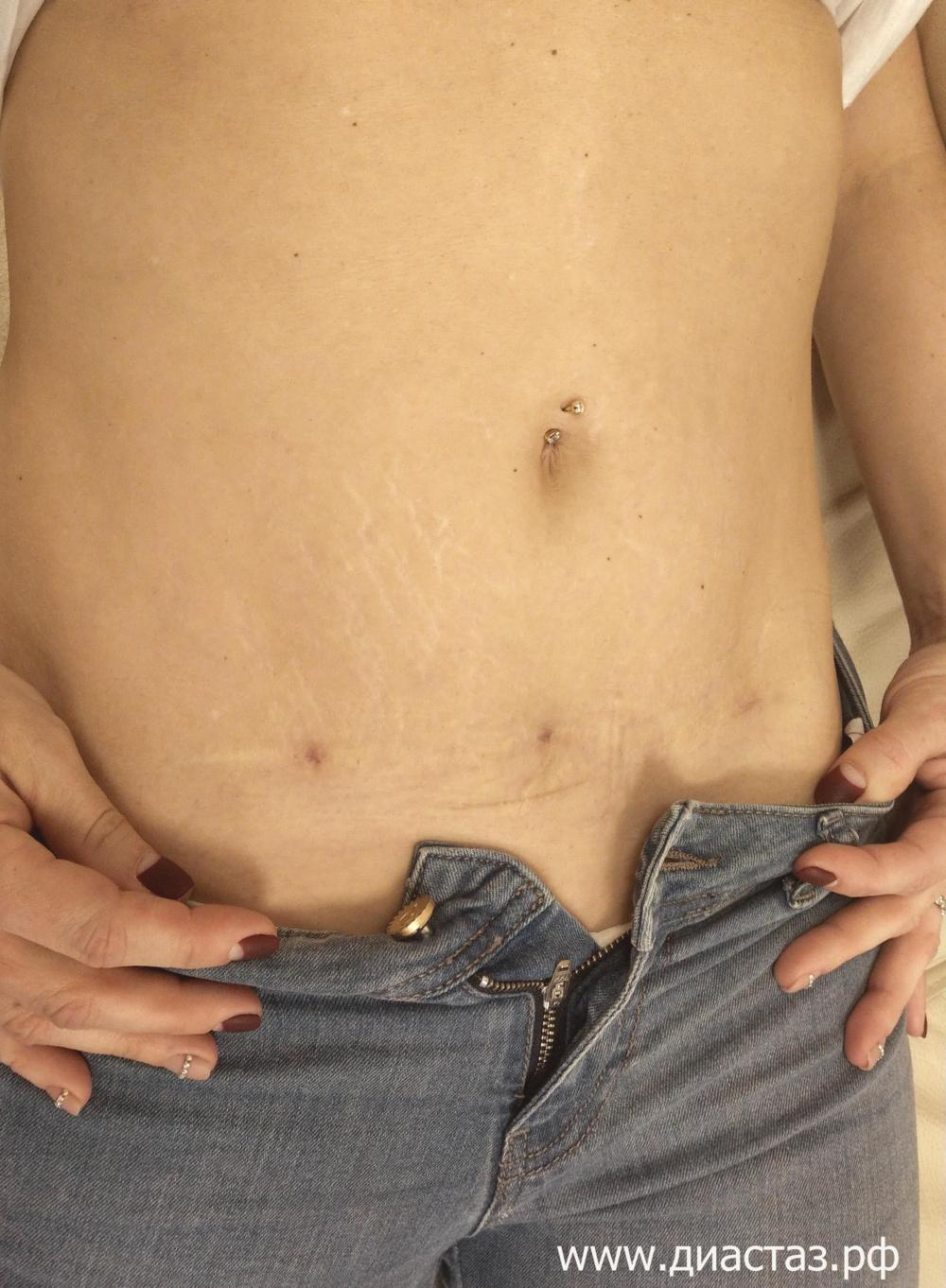
Косметичний ефект після ендоскопічної операції з приводу діастазу. 3 точки — колишні проколи по ходу старого поперечного рубця над лоном

Ці операції робляться без виконання розрізу (через проколи) або ж через розріз мінімальної довжини. Всі дії при цьому контролюються на екрані монітора, куди зображення передається з медичної відеокамери. Природно, що операція без розрізу набагато вигідніше з косметичної точки зору (див. рисунок). Крім цього, важливим чинником є істотне зниження частоти ускладнень у порівнянні з відкритими операціями через розріз.
Ендоскопічні операції можливі як шляхом простого зшивання країв прямих м'язів, так і шляхом додаткової установки грижової сітки на потенційно слабкі місця.